# Micropera sheryliae
Micropera sheryliae är en orkidéart som beskrevs av P.O'byrne och Jaap J. Vermeulen. Micropera sheryliae ingår i släktet Micropera och familjen orkidéer. Inga underarter finns listade i Catalogue of Life.